# SEAL Team Six
NSWDG (Naval Special Warfare Development Group) inaczej DEVGRU ("Development Group") nieoficjalnie znana jako SEAL Team Six – amerykańska jednostka specjalna sformowana w 1980 jako komponent USN (United States Navy) wchodzący w skład JSOC (Joint Special Operations Command). Przez JSOC, DEVGRU często określana jest jako Task Force Blue. Jednostka ta operacyjnie zarządzana jest przez JSOC a administracyjnie przez NAVSPECWARCOM (United States Naval Special Warfare Command). Większość informacji o DEVGRU jest zatajana i nie jest komentowana przez USDOD (United States Department of Defense) i Biały Dom.
DEVGRU posiada odpowiedniki w United States Army (USA) oraz w United States Air Force (USAF); Intelligence Support Activity (ISA), 1st Special Forces Operational Detachment–Delta (1st SFOD-D), 75th Ranger Regiment Regimental Reconnaissance Company (RRD) oraz 24th Special Tactics Squadron są głównymi jednostkami SMU w armiach USA, których zadaniem jest prowadzenie tajnych i niebezpiecznych operacji wojskowych, do 2002 misje te były kierowane przez NCA, a później przez prezydenta lub sekretarza obrony. DEVGRU ma za zadanie prowadzenie misji antyterrorystycznych, odbijania zakładników, rekonesansu SR, akcji bezpośrednich (DA) oraz HVT.

## Historia
Historia DEVGRU rozpoczyna się już podczas operacji Orli Szpon, w której następstwie powstała jednostka SEAL Team Six. Podczas kryzysu zakładników w Iranie R. Marcinko był jednym z dwóch przedstawicieli USN dla JCS, grupy zadaniowej zwanej TAT (Terrorist Action Team). Celem TAT było opracowanie planu uwolnienia amerykańskich zakładników przetrzymywanych w Iranie. Po katastrofie w bazie Desert One w Iranie Marynarka Wojenna USA zleciła R. Marcinko utworzenie jednostki antyterrorystycznej.
R. Marcinko został pierwszym dowódcą tej jednostki. W tym samym czasie istniały dwie jednostki SEAL, SEAL Team One oraz SEAL Team Two. R. Marcinko nadając nazwę SEAL Team Six chciał zmylić KGB ZSRR co do faktycznej ilości istniejących oddziałów SEAL. W listopadzie 1980 roku SEAL Team Six został przyjęty do służby, a działalność mógł rozpocząć już 6 miesięcy później. SEAL Team Six stał się jedną z głównych jednostek United States Navy, zajmując się zwalczaniem terroryzmu i odbijaniem zakładników. R. Marcinko sprawował władzę nad SEAL Team Six przez 3 lata, od 1980 do 1983. W 1984, R. Marcinko, i kilku członków SEAL Team Six utworzyło "Red Cell (NSCT)", które zajmowało się sprawdzaniem bezpieczeństwa amerykańskich obiektów wojskowych.
W 1987 SEAL Team Six zostało rozwiązane. Utworzono wtedy nową jednostkę o nazwie "Naval Special Warfare Development Group". NSWDG jest kontynuacją SEAL Team Six. Powody rozwiązania SEAL Team Six są różne ale często nazwę SEAL Team Six używa się w odniesieniu do DEVGRU.

### Kontrowersje
W 2010 roku, podczas próby ewakuacji brytyjskiej pracowniczki charytatywnej Lindy Norgrove z rąk Talibów porwanej w Afganistanie, zginęła przez granat żołnierza DEVGRU. W 2017, żołnierz US Army SF w stopniu sierżanta sztabowego, Logan Melgar zginął w wyniku urazu odniesionego podczas incydentu w bazie wojskowej w Mali, postawiono wtedy zarzuty 2 operatorom DEVGRU oraz 2 operatorom MRR.
W 2017, po dwuletnim śledztwie prowadzonym przez The Intercept oskarżającym DEVGRU i jego dowództwo o nadużycia, przestępstwa i tuszowanie. Dochodzenie obejmowało wywiady z wieloma członkami i oficerami jednostki, którzy opowiedzieli o udziale grupy w nadużyciach oraz o tym, co niektórzy członkowie opisali jako zbrodnie wojenne. Byli członkowie jednostki i oficerowie stwierdzili, że dowódcy tolerowali i tuszowali nadużycia.

## Struktura
DEVGRU jest podzielony na 7 eskadr:
- Red Squadron (Eskadra szturmowa)
- Blue Squadron (Eskadra szturmowa)
- Gold Squadron (Eskadra szturmowa)
- Silver Squadron (Eskadra szturmowa)
- Black Squadron (Wywiad, rozpoznanie, obserwacja)
- Gray Squadron (QRF, transport, zespół mobilny)
- Green Team (Selekcja, trening)[16]

## Uzbrojenie
Poniżej znajduje się lista broni o których wiadomo że są używane przez DEVGRU:

### Karabiny
- Noveske 10.5" NSR[17] 5.56×45mm NATO
- Heckler & Koch HK416 5.56×45mm
- Heckler & Koch MP7 4.6×30mm
- Colt Mk 18 CQBR 5.56×45mm
- M4A1 5.56×45mm

### Karabiny snajperskie oraz wielkokalibrowe karabiny wyborowe
- Colt Mk 12 SPR 5.56×45mm
- SR-25 7.62×51mm
- Remington Model 700 "Mk 13 Mod. 5" .300 Winchester Magnum
- McMillan Firearms TAC-338 .338 Lapua
- McMillan TAC-50 "Mk 15 Mod. 0" .50 BMG

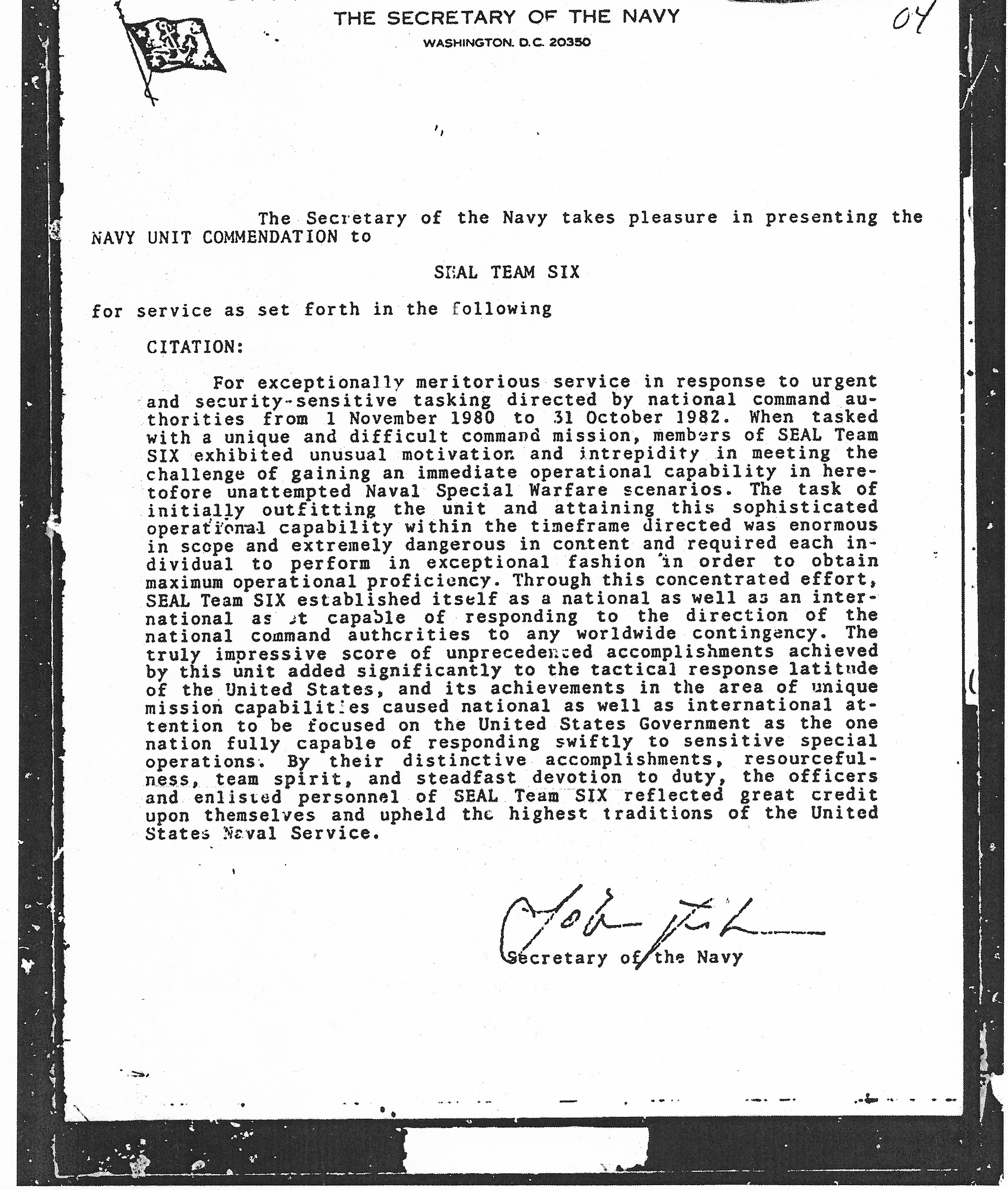
Odznaczenie Navy Unit Commendation przyznane SEAL Team Six za wyjątkową służbę od 1980 do 1982 roku.

- Barrett M107A1 .50 BMG

### Pistolety

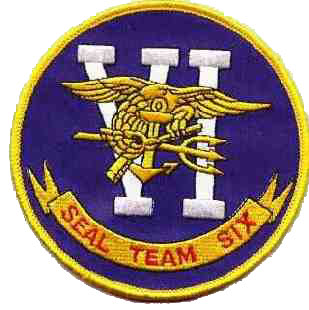
Naszywka SEAL Team Six.

- Naszywka SEAL Team Six.Heckler & Koch HK45 "Mk 24 Mod. 0" .45 ACP
- SIG Sauer P226 "P226R Mk 25" 9×19mm
- Glock 19 9×19mm[18]
- SIG Sauer P320 9×19mm

## Dowódcy

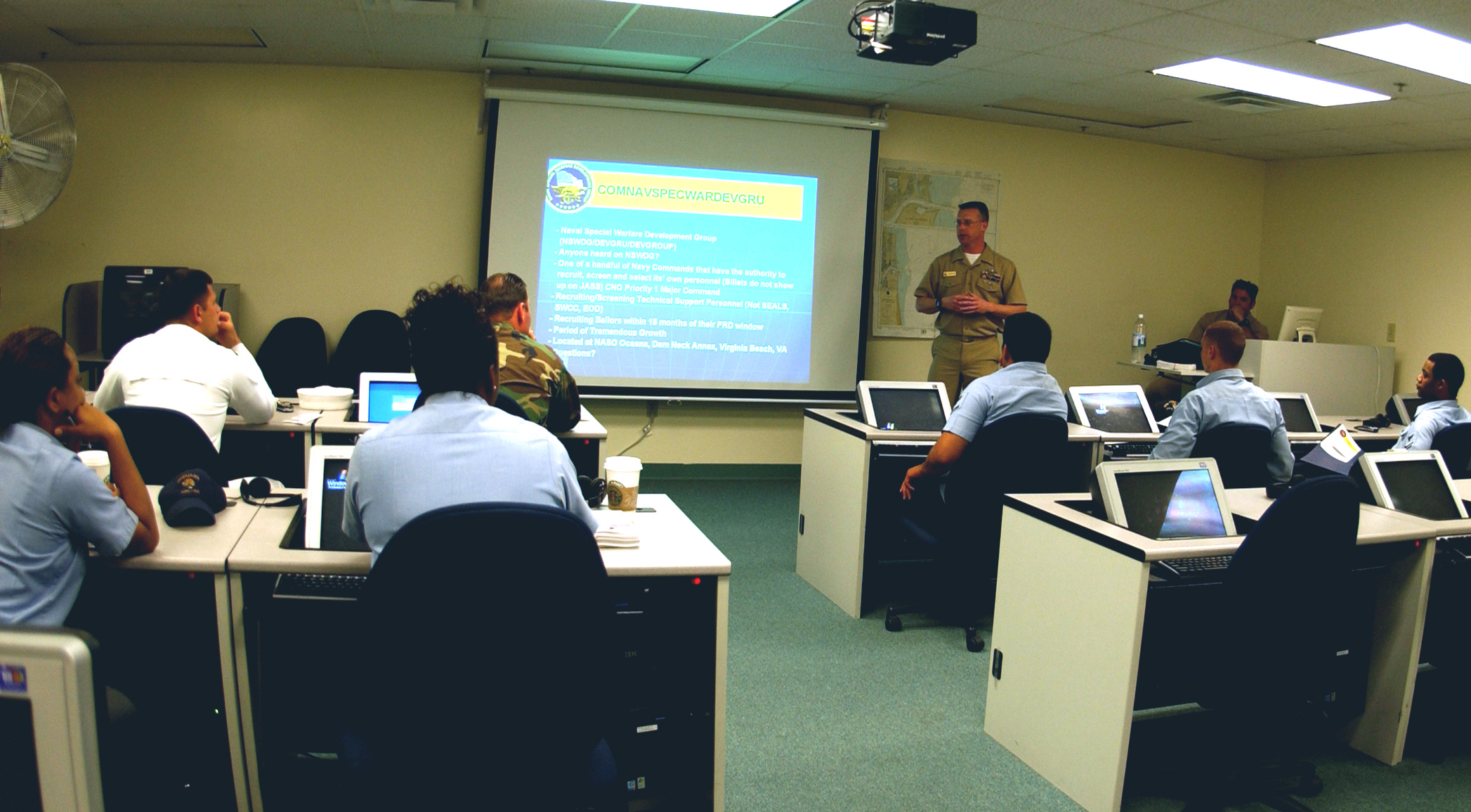
Rekrutacja personelu NSWDG, 2007 rok.

| Dowódca                 | Klasa           | Lata            | Przypisy      |
| ----------------------- | --------------- | --------------- | ------------- |
| Richard „Dick” Marcinko | UDT/R klasa 26  | Od 1980 do 1983 | [ 20 ]        |
| Robert A. Gormly        | UDT/R klasa 31  | Od 1983 do 1986 | [ 21 ]        |
| Thomas E. Murphy        | UDT/R klasa 35  | Od 1986 do 1987 | [ 22 ]        |
| Richard Woolard         | UDT/R klasa 38  | Od 1987 do 1990 | [ 23 ]        |
| Ronald E. Yeaw          | UDT/R klasa 37  | Od 1990 do 1992 | [ 24 ]        |
| Thomas G. Moser         | BUD/S klasa 55  | Od 1992 do 1994 | [ 26 ]        |
| Eric T. Olson           | BUD/S klasa 76  | Od 1994 do 1997 | [ 27 ]        |
| Albert M. Calland III   | BUD/S klasa 82  | Od 1997 do 1999 | [ 28 ]        |
| Joseph D. Kernan        | BUD/S klasa 117 | Od 1999 do 2003 | [ 28 ]        |
| Edward G. Winters, III  | BUD/S klasa 112 | Od 2003 do 2005 | [ 29 ]        |
| Brian L. Losey          | BUD/S klasa 126 | Od 2005 do 2007 | [ 30 ]        |
| Scott P. Moore          | BUD/S klasa 126 | Od 2007 do 2009 | [ 31 ]        |
| Perry F. Van Hooser     | BUD/S klasa 137 | Od 2009 do 2011 | [ 32 ] [ 33 ] |
| Hugh W. Howard III      | BUD/S klasa 172 | Od 2011 do 2013 | [ 34 ]        |
| Frank M. Bradley        | BUD/S klasa 179 | Od 2013 do 2015 | [ 35 ] [ 36 ] |
| Jeromy B. Williams      | BUD/S klasa 191 | Od 2015 do 2017 | [ 37 ] [ 38 ] |
| Matthew J. Burns        | BUD/S klasa 158 | Od 2018 do 2020 | [ 39 ]        |